# Васильева, Анастасия Александровна
Анастасия Александровна Васильева (род. 17 января 2002, Челябинск) — российская волейболистка, либеро.

## Биография
Начала заниматься волейболом в челябинской ДЮСШ «Юность-Метар». 1-й тренер — А. Ю. Вафина. В 2017 была принята в ВК «Динамо-Метар», за фарм-команду которого играла в 2017—2021. Трижды становилась призёром чемпионата и Кубка Молодёжной лиги. С 2019 выступает также за основную команду клуба в суперлиге. В 2017—2019 играла на позиции нападающей-доигровщицы, но к 2020 определилось игровое амплуа волейболистки в качестве либеро. В 2025 заключила контракт с ВК «Омичка».

### Клубная карьера
- 2017—2019, 2020—2021 —  «Динамо-Метар»-2 (Челябинск) — молодёжная лига;
- 2019—2025 —  «Динамо-Метар» (Челябинск) — суперлига;
- с 2025 —  «Омичка» (Омск) — суперлига.

## Достижения
- бронзовый призёр розыгрыша Кубка России 2022.
- двукратный бронзовый призёр Молодёжной лиги чемпионата России — 2019, 2021.
- серебряный призёр розыгрыша Кубка Молодёжной лиги 2018.